# 日米半導体協定
日米半導体協定（にちべいはんどうたいきょうてい）は、1986年（昭和61年）9月2日に半導体に関する日米貿易摩擦を解決する目的で締結された条約である。第一次日米半導体協定(1986年～1991年)と第二次日米半導体協定(1991年～1996年、日米半導体新協定とも)の合計10年間にわたって有効であった。正式名称は日本政府と米国政府との間の半導体の貿易に関する取極（英語：Arrangement between the Government of Japan and Government of the United States of America concerning Trade in Semiconductor Products）である。
この協定の締結によって、1981年（昭和56年）には世界の半導体市場の70%のシェアを誇っていた日本の半導体産業が1990年代以降に急速に国際競争力を失ったとされている。
また、半導体を巡って日本政府と米国政府が激しく対立したことは「日米半導体摩擦」、「半導体摩擦」と呼ばれる。

## 背景
日米半導体協定の締結の背景としては、1970年代後半から日本の半導体の対米輸出が増加し、米国国内で「日本脅威論」が強まっていたことがあげられる。
1971年の半導体売上ランキングでは、世界1位がTI（テキサスインストゥルメンツ）、世界2位がMotorola（モトローラ）、世界3位がFairchild（フェアチャイルド）、と米国企業が上位を独占していたが、その背後では日本企業が静かに順位を上げて迫ってきた。
1981年（昭和56年）、「64キロビットDRAM」のシェアでは、日本企業は合計70%を占め、米国企業の30%を大きく上回った。この時、米国の雑誌には「不吉な日本の半導体勝利」と題した記事が出て、米国内で日本の経済力を恐れる人たちが増加、「日本脅威論」が広がっていった。
米国政府の要請から、1982年（昭和57年）には「日米先端技術作業部会」が設置され、日本市場開放や日本企業の特許開放など、米国業界の要望を日本政府が国内企業への行政指導によって実現させることが求められた。
1983年（昭和58年）、日本製半導体が急速にシェアを拡大し、米国企業の間に危機感が増していった。
1985年（昭和60年）の半導体不況では、多くの米国企業が業績の悪化によって半導体事業から撤退していった。
1985年6月、米国半導体工業会（SIA）が「日本企業が不当に半導体を廉価販売している」と主張し、日本製半導体をダンピングとして米通商代表部（USTR）に提訴した。
1986年、日本は、半導体生産量で米国を抜きDRAMで8割の世界シェアを獲得。米国は、日本製DRAMの対米輸出量を制限する協定を日本に要求。米国半導体企業の日本市場へのアクセスを拡大する、米国半導体の市場シェアを20％にまで引き上げる、という密約だった。
1986年の半導体の売上ランキングにおいては、世界1位がNEC、2位が日立製作所、3位が東芝、4位がMotorola（モトローラ）、5位がTI（テキサスインスツルメンツ）、6位がPhilips、7位が富士通、8位が松下電器産業、9位が三菱電機、10位がIntel（インテル）となり、日本企業の多くが上位にランクインした。また、この時の国別シェアは日本が46％となり、米国を抜いて世界一となった。
米国は貿易赤字を抱える原因を「米国は競争力を持ちながら、日本市場の閉鎖性によって対日輸出が増加しない」ことが原因であると主張した。日本政府（当時は通商産業省）との交渉において、米国はスーパー301条の発動をなかば「脅し」として使うことによって自国の半導体産業を守った。
また、元々半導体を軍事の一つとして捉えていた米国は、自国の半導体産業の苦境を防衛問題の一つとして認識し、これが米国の態度を硬化させる一因となった。ミサイル、コンピューター、人工衛星などの製造には半導体部品が必須であり、その半導体が全て日本製品となることは、米国にとって軍事上の脅威であった。
歴史的に、1980年代前半までは、米国勢はNMOSに、日本勢はCMOSの開発に集中していた。本来、CMOSは効率は優秀だが、家電など低電力のユースケースに適するため、米国が想定している半導体の本命である軍事としての重要度は低かった。しかし、1970年代に日立製作所を筆頭とする日本企業が、「ツイン・ウェル（TWIN WELL）」という新たな構造を発案し、米国企業のNMOSメモリーのパフォーマンスを上回った。つまり、いきなりCMOSが性能でNMOSと並ぶ状態となった。
1986年の時点では、マイクロプロセッサなど高性能半導体の分野でも、日本勢が先行したCMOSの時代が始まる現実味が増していた。

## 概要
1986年、日米間で締結された「第一次半導体協定」の骨子は以下の2点である。
1. 日本の半導体市場の海外メーカーへの解放
2. 日本企業によるダンピングの防止

さらに、協定には盛り込まれなかったものの、外国製のシェアを5年以内に20％以上にすることを事実上約束したとも取れる秘密書簡（サイドレター）が交換されたが、存在は伏せられた。このサイドレターの20％という数値目標は後の第二次協定にかけての大きな火種となっていく（後述）。
ダンピング防止手段としては、日本の企業ごとに米国政府が独自に算出した「公正市場価格(Fair Market Value：FMV)」が新たに設定され、この価格以下で日本企業が半導体を販売するとダンピングとして扱われた。
一方、日本市場での米国企業の半導体のシェアは伸び悩み、米国議会などでは、日本に対しさらに批判が高まった。その後、米国政府は先の「サイドレター」を根拠に通商法301条による制裁を日本に予告した。日本はサイドレターは数値目標ではないと反論したものの、米国は日本の言うことを一切聞かず、日米間の交渉は決裂した。
この時について、元総理の中曽根康弘は「1985年は日米経済関係が一番緊張した時代に入った頃だった。米国が一番うるさかったのは、繊維、通信機器、自動車で、米国の財界が悲鳴をあげていた。日本から米国への輸出過多の品目に一つ一つ手当てをしていった記憶がある」と著書「中曽根康弘が語る戦後日本外交」（新潮社）の中で語っている。（詳細は、「日米貿易摩擦」を参照）
また、元日立製作所専務の牧本次生は、「1986年、対日貿易赤字が拡大し米国企業の業績が悪化する中、高品質で低価格の「メイド・イン・ジャパン」製品の勢いをどう食い止めるか。米国が狙い撃ちしたのが「日本の技術力の象徴だった半導体、しかも強いDRAM、巨大な日本市場だった」と語っている。
翌1987年4月17日には、ダンピングが継続されていること、対日市場に対するアクセス性の未改善という点で協定が不履行であるとして、米国政府は日本に対して制裁を行った。その制裁の内容はパソコン、カラーテレビ、電子工具に対して100%の関税率を一方的に日本に課すものであり、合計3億ドルの関税引き上げを行った。
この報復は「たすきがけ報復」と形容され、日本政府は関税及び貿易に関する一般協定に違反していると提訴を図ったが、この時日米間には農産物の問題を抱えていたため提訴は回避された。
1988年には外国製半導体の採用を促進する機関として「半導体ユーザー協議会(UCOM)」が日本で設立された。
1988年、世界の半導体市場における日本製半導体のシェアは50.3％となった。
1989年には、日本の半導体の大手企業30社の売上高合計額は4兆円となり、米国との間で半導体摩擦が起きる前と比べて売上高が7年でほぼ2倍に拡大したことになった。
1989年の半導体の売上ランキングでは、世界1位がNEC、2位が東芝、3位が日立製作所、4位がMotorola（モトローラ）、5位が富士通、6位がTI（テキサスインスツルメンツ）、7位が三菱電機、8位がIntel（インテル）、9位が松下電器産業、10位がPhilips、であった。 
この事態に米国政府はさらに態度を硬化させ、日本政府に対して日本製半導体のシェア拡大を厳しく批判した。
1986年に締結された「第一次半導体協定」が1991年7月に失効することから、1991年（平成3年）6月に新たに「第二次半導体協定」が日米間で締結された。その協定の骨子は以下の2点である。
1. 日本の半導体市場における外国製のシェアを20%以上にする
2. 日本企業によるダンピングの防止

この協定によって四半期ごとに政府が外国製半導体の市場シェアを調査する「シェア・モニター」が行われることとなった。なお、協定文言上含まれた20％という「数値目標（Numerical Target）」は先述のサイドレターに淵源があるが、外国製半導体のシェアが下がる度に、米国側が日本政府に対し一方的に緊急会合を要求し、目標の「順調な移行」のための「特別措置」も求めることとなった。
後の実証研究によると、日本企業の体力に最も打撃を与えたのは、ダンピング調査よりもこの数値目標だったとされる。今日に至るまで、このサイドレターに発する「数値目標」は日米貿易交渉の失敗の教訓として語り継がれることが多い。サイドレターについては長年日本政府が存在を認めなかったなど不透明な経緯も含めて様々な憶測があったが、当時外務省で半導体交渉を担当していた田中均が自らが書いたことを後に認めている。
この「第二次半導体協定」の発効によって、1992年には日本の半導体市場における外国製のシェアが20%を超え、世界売上ランキングでもNECが失速し米国のインテルが初めて1位となった。同時に世界DRAM市場では、韓国のサムスン電子が日本企業を抜きシェア1位となった。
1993年、この時の世界半導体市場の国別シェアは、米国製半導体が日本製半導体を抜き再び世界一となった。その一方で、公正市場価格の制約を受けない韓国製半導体が急伸してきた。
1996年の半導体の売上ランキングでは、世界1位がIntel（インテル）、2位がNEC、3位がMotorola（モトローラ）、4位が日立、5位が東芝、6位がTI（テキサスインスツルメンツ）、7位がSamsung（サムスン電子）、8位が富士通、9位が三菱電機、10位がSGS-Thomsonであった。
1998年には日本製半導体と韓国製半導体の年間売上高が並ぶこととなった。こうして日本の半導体産業は米国政府の期待通りに弱体化したのである。
1996年の「第二次日米半導体協定」の失効に際しては、失効後の枠組みに関する交渉が民間に委ねられ、日本側の代表として日本電子機械工業会(EIAJ)、米国側の代表として米半導体工業会(SIA)が交渉に臨んだ。交渉は難航したものの、世界半導体会議と主要国政府会合の設立と、外国製半導体シェアを調査するシェア・モニターの廃止が決まった。
また、1999年には半導体ユーザー協議会が解散した。

## 議論
この第二次日米半導体協定は日本の半導体産業の凋落に繋がったという意見もあるが、日本の企業は経営判断が遅く2年で1世代が変る半導体分野では出遅れる、1980年代以降の設計（ファブレス）と製造（ファウンドリ）を分離する潮流に乗り遅れたという問題も指摘されている。
またこの協定の策定に関わった米国半導体工業会の元顧問弁護士であるアラン・ウルフは、「1980年代には半導体メモリのコモディティ化が進み利益が薄くなったためインテルはこの分野での競争を止めたが、日本は韓国や台湾との価格競争を続けたため消耗した」と主張している。
一方で、1995年の時点で米国産業界はこの協定を「効果がある」と評価し、「第三次協定」の締結を求めている。
なお、日本製半導体に対抗するため米国官民が1987年立ち上げたSEMATECHは、CMOS中心の開発や、国が作った枠組みの中で複数の自国メーカーが共通の目標のため働くという発想など、1970年代の日本の方向性とやり方を参考にしている。この協定とSEMATECHは、いずれも米国としては成功した産業政策の思い出として覚えられる。

## その後
2020年代前半には、米国企業が先端製造で遅れ、インテルがサムスン電子やTSMCに売上高や製造能力で抜かれた。
なお、中国が半導体生産能力を高める政策を出し続け成果をあげている。この対策として、日米台が半導体製造で協力する方向に動いている。しかし実際は日の丸半導体復活ではなく「安い工場」への道ではないかという指摘もある。崇越グループ会長の郭智輝は「日本の会社の経営システムは、根回し、根回しで時間が遅れる。1世代が10年の産業なら、日本が勝つ。ただ、この2、3年間で1世代が変わる半導体の産業では、ついていけない」と否定的に評価している。